# Львов (футбольный клуб, 1992)
«Львов» — украинский футбольный клуб из одноимённого города. Существовал в период с 1992 по 2001 год. Выступал во Второй и Первой лиге чемпионата Украины по футболу.

## Достижения
- Серебряный призёр турнира команд 2-й лиги в сезоне 1994/95 гг.
- Четвертьфиналист Кубка Украины 1999/2000 и 2000/01 гг.
- Наивысшее достижение в чемпионатах Украины — 5-е место в первой лиге по результатам сезона 2000/01 гг.

### Восхождение в первую лигу (1992—1995)
Команда была создана весной 1992 года, а уже летом следующего года коллектив стал чемпионом и обладателем кубка города и абсолютным чемпионом области. Этот успех позволил клубу представлять Львов в национальном футбольном первенстве Украины. За два сезона 1993/94 и 1994/95 годов ФК «Львов» прошёл два футбольных дивизиона.
Переходная лига:
| Сезон   | Место   | И  | В  | Н | П | М     | О  | Лучший бомбардир          | Главный тренер   |
| ------- | ------- | -- | -- | - | - | ----- | -- | ------------------------- | ---------------- |
| 1993/94 | 4 из 18 | 34 | 20 | 8 | 6 | 57−33 | 48 | Богдан Бандура — 15 голов | Михаил Вильховой |

- Крупнейшая победа: 4 : 0 («Сурож» Судак).
- Крупнейшее поражение: 2 : 7 («Виктор» Запорожье).

Вторая лига:
| Сезон   | М       | И  | В  | Н | П | М     | О  | Лучший бомбардир        | Главный тренер |
| ------- | ------- | -- | -- | - | - | ----- | -- | ----------------------- | -------------- |
| 1994/95 | 2 из 18 | 42 | 30 | 3 | 9 | 73−39 | 93 | Богдан Бандура — 21 гол | Степан Юрчишин |

- Крупнейшая победа: 5 : 1 («Рось» Белая Церковь) и

4 : 0 («Артания» Очаков).
- Крупнейшее поражение: 0 : 4 («Виктор» Запорожье).

### Выступление в первой лиге (1995—2001)
Команда очень удачно выступала в первой лиге (за исключением сезона 1997/98 годов — 17 место), занимая места на верхних ступенях турнирной таблицы (восьмое — 1996/97, седьмое — 1998/99 и 1999/00, пятое — 2000/01). С командой работали Степан Юрчишин и Владимир Журавчак.
Первая лига:
| Сезон   | М        | И  | В  | Н  | П  | М     | О  | Лучший бомбардир                          | Главный тренер                                            |
| ------- | -------- | -- | -- | -- | -- | ----- | -- | ----------------------------------------- | --------------------------------------------------------- |
| 1995/96 | 11 из 22 | 42 | 18 | 8  | 16 | 55-42 | 62 | Олег Гарас — 11 голов                     | Степан Юрчишин                                            |
| 1996/97 | 8 из 24  | 46 | 20 | 9  | 17 | 56-43 | 69 | Николай Лапко, Богдан Мазур — по 6        | С. Юрчишин                                                |
| 1997/98 | 17 из 22 | 42 | 16 | 6  | 20 | 65-54 | 54 | Василий Леськив — 12                      | С. Юрчишин                                                |
| 1998/99 | 7 из 20  | 38 | 15 | 12 | 11 | 58-43 | 57 | Андрей Мазур — 14                         | С. Юрчишин (первый круг), Владимир Журавчак (второй круг) |
| 1999/00 | 7 из 18  | 34 | 13 | 12 | 9  | 34-31 | 51 | Андрей Мазур — 9                          | В. Журавчак                                               |
| 2000/01 | 5 из 18  | 34 | 17 | 7  | 10 | 40-31 | 58 | Вячеслав Ефименко, Владимир Розлач — по 5 | В. Журавчак                                               |

- Крупнейшая победа: 7 : 0 («Ратуша» Каменец-Подольский 1995/96 гг.).
- Крупнейшее поражение: 1 : 7 («Сталь» Алчевск 1995/96 гг.).

ФК «Львов» подготовил к выступлениям на наивысшем уровне немало футболистов. Тренеры-селекционеры команды искали талантливую молодежь в Львовском спортивном интернате, руководство клуба закалило их в поединках первой лиги, а со временем продавало за немалые средства в финансово мощные клубы. Так, в ФК «Львов» начинали свою карьеру Олег Гарас («Локомотив» Москва, «Факел» Воронеж, «Карпаты» Львов), Дмитрий Семочко («Карпаты» Львов, «Уралан» Элиста, «Днепр» Днепропетровск), Юрий Вирт («Шахтер» Донецк, «Металлург» Донецк, сборная Украины), Марьян Марущак («Динамо» Киев, «Закарпатье» Ужгород, «Оболонь» Киев), Виталий Постранский («Ротор» Волгоград, «Кривбасс» Кривой Рог, «Ворскла-Нефтегаз» Полтава, «Волынь» Луцк).
Летом 2001-го после объединения с львовскими «Карпатами» клуб прекратил своё существование. Его место в первой лиге заняли львовские «Карпаты-2».